# Liánpatkányformák
A liánpatkányformák (Tylomyinae) az emlősök (Mammalia) osztályának rágcsálók (Rodentia) rendjébe, ezen belül a hörcsögfélék (Cricetidae) családjába tartozó alcsalád.

## Rendszerezés
Az alcsaládba 2 nemzetség, 4 nem és 10 faj tartozik:
- Nyctomyini Musser & Carleton, 2005 - 2 nem
  - Nyctomys Saussure, 1860 - 1 faj
    - Sumichrast-liánpatkány (Nyctomys sumichrasti) Saussure, 1860

  - Otonyctomys Anthony, 1932 - 1 faj
    - Otonyctomys hatti Anthony, 1932
- Tylomyini Reig, 1984 - 2 nem
  - Ototylomys Merriam, 1901 - 1 faj
    - füles liánpatkány (Ototylomys phyllotis) Merriam, 1901

  - Tylomys Peters, 1866 - 7 faj, liánpatkányok